# Список призёров зимних Олимпийских игр 1976
Ниже представлен список всех призёров зимних Олимпийских игр 1976 года, проходивших в Инсбруке с 4 по 15 февраля 1976 года. В соревнованиях приняли участие более 1123 спортсменов из 37 стран, которые разыграли 37 комплектов медалей в 10 видах спорта.

## Горнолыжный спорт

### Мужчины
| Соревнование      | Золото                | Серебро                 | Бронза                      |
| ----------------- | --------------------- | ----------------------- | --------------------------- |
| Скоростной спуск  | Франц Кламмер Австрия | Бернард Русси Швейцария | Херберт Планк Италия        |
| Гигантский слалом | Хайни Хемми Швейцария | Эрнст Год Швейцария     | Ингемар Стенмарк Швеция     |
| Слалом            | Пьеро Грос Италия     | Густав Тёни Италия      | Вилли Фроммельт Лихтенштейн |

### Женщины
| Соревнование      | Золото               | Серебро                 | Бронза                    |
| ----------------- | -------------------- | ----------------------- | ------------------------- |
| Скоростной спуск  | Рози Миттермайер ФРГ | Бригитте Точниг Австрия | Синтия Нельсон США        |
| Гигантский слалом | Кэти Крайнер Канада  | Рози Миттермайер ФРГ    | Даниэль Дебернар Франция  |
| Слалом            | Рози Миттермайер ФРГ | Клаудия Джордани Италия | Ханни Венцель Лихтенштейн |

## Биатлон
| Соревнование                                | Золото                                                                       | Серебро                                                                 | Бронза                                                             |
| ------------------------------------------- | ---------------------------------------------------------------------------- | ----------------------------------------------------------------------- | ------------------------------------------------------------------ |
| Индивидуальная гонка на 20 км (мужчины)     | Николай Круглов СССР                                                         | Хейкки Икола Финляндия                                                  | Александр Елизаров СССР                                            |
| Эстафета 4 х 7,5 км (мужчины) см. подробнее | СССР · Александр Елизаров · Иван Бяков · Николай Круглов · Александр Тихонов | Финляндия · Хенрик Флётт · Эско Сайра · Юхани Суутаринен · Хейкки Икола | ГДР · Карл-Хайнц Менц · Франк Ульрих · Манфред Бер · Манфред Гейер |

## Бобслей
| Соревнование     | Золото                                                                      | Серебро                                                            | Бронза                                                                   |
| ---------------- | --------------------------------------------------------------------------- | ------------------------------------------------------------------ | ------------------------------------------------------------------------ |
| Мужчины-двойки   | ГДР · Майнхард Немер · Бернхард Гермесхаузен                                | ФРГ · Вольфганг Циммерер · Манфред Шуман                           | Швейцария · Эрих Шерер · Йозеф Бенц                                      |
| Мужчины-четвёрки | ГДР · Майнхард Немер · Йохен Бабок · Бернхард Гермесхаузен · Бернхард Леман | Швейцария · Эрих Шерер · Ульрих Бехли · Рудольф Марти · Йозеф Бенц | ФРГ · Вольфганг Циммерер · Петер Уцшнайдер · Бодо Битнер · Манфред Шуман |

## Лыжные гонки
| Соревнование     | Золото                                                                    | Серебро                                                             | Бронза                                                                   |
| 15 км            | Николай Бажуков СССР                                                      | Евгений Беляев СССР                                                 | Арто Койвисто Финляндия                                                  |
| 30 км            | Сергей Савельев СССР                                                      | Билл Кох США                                                        | Иван Гаранин СССР                                                        |
| 50 км            | Ивар Формо Норвегия                                                       | Герт-Дитмар Клаузе ГДР                                              | Бенни Сёдергрен Швеция                                                   |
| Эстафета 4×10 км | Финляндия · Матти Питкянен · Юха Мието · Пертти Теураярви · Арто Койвисто | Норвегия · Пол Тюлдум · Эйнар Сагстуен · Ивар Формо · Одд Мартинсен | СССР · Евгений Беляев · Николай Бажуков · Сергей Савельев · Иван Гаранин |

### Женщины
| Соревнование    | Золото                                                                     | Серебро                                                                              | Бронза                                                                         |
| 5 км            | Хелена Такало Финляндия                                                    | Раиса Сметанина СССР                                                                 | Нина Фёдорова СССР                                                             |
| 10 км           | Раиса Сметанина СССР                                                       | Хелена Такало Финляндия                                                              | Галина Кулакова СССР                                                           |
| Эстафета 4×5 км | СССР · Нина Фёдорова · Зинаида Амосова · Раиса Сметанина · Галина Кулакова | Финляндия · Лийса Суйхконен · Марьятта Кайосмаа · Хилькка Рийхивуори · Хелена Такало | ГДР · Моника Дебертсхеузер · Сигрун Краузе · Барбара Петцольд · Вероника Шмидт |

## Фигурное катание
| Соревнование                     | Золото                                      | Серебро                                 | Бронза                                |
| -------------------------------- | ------------------------------------------- | --------------------------------------- | ------------------------------------- |
| Мужское одиночное катание детали | Джон Карри Великобритания                   | Владимир Ковалёв СССР                   | Толер Крэнстон Канада                 |
| Женское одиночное катание детали | Дороти Хэмилл США                           | Дианне де Леу Нидерланды                | Кристине Эррат ГДР                    |
| Парное катание детали            | СССР · Ирина Роднина · Александр Зайцев     | ГДР · Роми Кермер · Рольф Эстеррайх     | ГДР · Мануэла Грос · Уве Кагельман    |
| Танцы на льду детали             | СССР · Людмила Пахомова · Александр Горшков | СССР · Ирина Моисеева · Андрей Миненков | США · Коллин О'Коннор · Джеймс Миллнс |

## Хоккей
| Соревнование | Золото | Серебро | Бронза |
| ------------ | --- | --- | --- |
| Мужчины      | СССР Владислав Третьяк, Александр Сидельников, Сергей Бабинов, Юрий Ляпкин, Валерий Васильев, Александр Гусев, Геннадий Цыганков, Владимир Лутченко, Владимир Шадрин, Александр Мальцев, Виктор Шалимов, Александр Якушев, Виктор Жлуктов, Владимир Петров, Валерий Харламов, Сергей Капустин, Борис Михайлов, Борис Александров | Чехословакия Иржи Голечек, Иржи Црга, Франтишек Поспишил, Иржи Бубла, Олдржих Махач, Мирослав Дворжак, Милан Кайкл, Милан Халупа, Владимир Мартинец, Иржи Новак, Иван Глинка, Милан Новы, Иржи Голик, Богуслав Штястный, Эдуард Новак, Йозеф Аугуста, Ярослав Поузар, Богуслав Эберманн | ФРГ Эрих Вайсхаупт, Антон Келе, Игнац Бернданер, Клаус Аухубер, Удо Кисслинг, Рудольф Таннер, Йозеф Фёльк, Штефан Метц, Эрик Кюнхакль, Эрнст Кёпф, Лоренц Функ, Мартин Хинтерштоккер, Райнер Филипп, Алоиз Шлодер, Вальтер Кёберле, Вольфганг Боос, Ференц Фоцар, Франц Райндль |

## Санный спорт
| Соревнование       | Золото                        | Серебро                               | Бронза                                |
| ------------------ | ----------------------------- | ------------------------------------- | ------------------------------------- |
| Одиночки (мужчины) | Детлеф Гюнтер ГДР             | Йозеф Фендт ФРГ                       | Ханс Ринн ГДР                         |
| Одиночки (женщины) | Маргит Шуман ГДР              | Уте Рюрольд ГДР                       | Элизабет Демляйтнер ФРГ               |
| Двойки             | ГДР · Ханс Ринн · Норберт Хан | ФРГ · Ханс Бранднер · Бальтазар Шварм | Австрия · Рудольф Шмид · Франц Шахнер |

## Лыжное двоеборье
| Соревнование | Золото            | Серебро          | Бронза             |
| ------------ | ----------------- | ---------------- | ------------------ |
| Мужчины      | Ульрих Велинг ГДР | Урбан Хеттих ФРГ | Конрад Винклер ГДР |

## Прыжки на лыжах с трамплина
| Соревнование        | Золото                 | Серебро               | Бронза              |
| ------------------- | ---------------------- | --------------------- | ------------------- |
| Нормальный трамплин | Ханс-Георг Ашенбах ГДР | Йохен Даннеберг ГДР   | Карл Шнабль Австрия |
| Большой трамплин    | Карл Шнабль Австрия    | Антон Иннауэр Австрия | Хенри Глас ГДР      |

## Конькобежный спорт

### Мужчины
| Соревнование | Золото                      | Серебро                 | Бронза                     |
| ------------ | --------------------------- | ----------------------- | -------------------------- |
| 500 м        | Евгений Куликов СССР        | Валерий Муратов СССР    | Дэн Иммерфолл США          |
| 1000 м       | Петер Мюллер США            | Йорн Дидриксен Норвегия | Валерий Муратов СССР       |
| 1500 м       | Ян Эгиль Сторхольт Норвегия | Юрий Кондаков СССР      | Ханс ван Хелден Нидерланды |
| 5000 м       | Стен Стенсен Норвегия       | Пит Клейне Нидерланды   | Ханс ван Хелден Нидерланды |
| 10.000 м     | Пит Клейне Нидерланды       | Стен Стенсен Норвегия   | Ханс ван Хелден Нидерланды |

### Женщины
| Соревнование | Золото                 | Серебро              | Бронза                 |
| ------------ | ---------------------- | -------------------- | ---------------------- |
| 500 м        | Шейла Янг США          | Кэти Пристнер Канада | Татьяна Аверина СССР   |
| 1000 м       | Татьяна Аверина СССР   | Лия Пулос США        | Шейла Янг США          |
| 1500 м       | Галина Степанская СССР | Шейла Янг США        | Татьяна Аверина СССР   |
| 3000 м       | Татьяна Аверина СССР   | Андреа Митчерлих ГДР | Лизбет Корсмо Норвегия |